# Vitré, Deux-Sèvres

Vitré este o comună în departamentul Deux-Sèvres, Franța. În 2009 avea o populație de 525 de locuitori.